# Монтефјоре (Мачерата)
Монтефјоре (итал. Montefiore) насеље је у Италији у округу Мачерата, региону Марке.
Према процени из 2011. у насељу је живело 314 становника. Насеље се налази на надморској висини од 220 м.